# ハルトムート (小惑星)
ハルトムート (1531 Hartmut) は、小惑星帯にある小惑星。アルフレート・ボーアマンがハイデルベルクのケーニッヒシュトゥール天文台で発見した。
ボーアマンの孫に因んで名付けられた。